# Glenn Ljungström
Glenn Ljungström (født 7. september 1974) er en svensk musiker og den originale guitarist fra In Flames sammen med Jesper Strömblad. Ljungström var med i bandet i over syv år og var med på indspilningerne til Lunar Strain, The Jester Race, Black-Ash Inheritance og Whoracle. Senere sluttede han sig til Jespers sideprojekt Dimension Zero men forlod bandet i 2003 og sluttede sig så til dem igen i 2005.

## Projekter
- In Flames – Guitar (1990-1997)
- HammerFall – Guitar (1995-1997)
- Dimension Zero – Guitar